# Una mente canina
Think Like a Dog es una película de comedia de ciencia ficción familiar estadounidense de 2020 escrita y dirigida por Gil Junger . Está protagonizada por Josh Duhamel y Megan Fox . La película fue lanzada a través de Premium VOD el 9 de junio de 2020. e igual en netflix

## Trama
El experimento científico de un niño prodigio de la tecnología de 12 años sale mal y forja una conexión telepática con su perro. El dúo une fuerzas y usa sus perspectivas únicas de la vida para superar cómicamente las complicaciones de la familia y la escuela.

## Emitir
- Josh Duhamel como Lukas Reed
- Megan Fox como Ellen Reed
- Gabriel Bateman como Oliver Reed
- Todd Stashwick como la voz de Henry
- Janet Montgomery como Bridget
- Julia Jones como el agente Munoz
- Kunal Nayyar como Mr. Mills
- Bryan Callen como el agente Callen
- Hou Minghao como Xiao

## Lanzamiento
Think Like a Dog fue lanzado a través de Premium VOD por Lionsgate el 9 de junio de 2020.

## Recepción
La película tiene una puntuación del 70% en el sitio web Rotten Tomatoes, basado en 10 críticas.